# Космос-2031
Космос-2031 је један од преко 2400 совјетских вјештачких сателита лансираних у оквиру програма Космос.
Космос-2031 је лансиран са космодрома Тјуратам, Бајконур, СССР, 18. јула 1989. Ракета-носач Сојуз је поставила сателит у орбиту око планете Земље. 